# Alessandro Bisolti
Alessandro Bisolti (* 7. März 1985 in Gavardo) ist ein ehemaliger italienischer Radrennfahrer.

## Karriere
Alessandro Bisolti gewann 2006 die Gesamtwertung des Giro della Valle d’Aosta. Im nächsten Jahr fuhr er Ende der Saison für das Professional Continental Team Tinkoff Credit Systems als Stagiaire, ein Vertrag kam jedoch nicht zustande. Seinen ersten regulären Vertrag bei einem internationalen Radsportteam hatte er ab der Saison 2009 bei italienisch-irischen Mannschaft Colnago-CSF Inox. Es folgten bis 2022 mehrere Verträge bei italienischen UCI ProTeams. In seiner Zeit als Radprofi konnte Bisolti keine zählbaren Erfolge erzielen, 2018 stand er als Dritter der Tour of Bihor - Bellotto letztmalig auf dem Podium eines Rennens. Er bestritt insgesamt viermal den Giro d’Italia und beendete diesen 2015 als 49. mit dem besten Ergebnis in der Gesamtwertung und einem 20. Etappenrang als bestes Tagesresultat bei der letzten Teilnahme im Jahr 2020.
2023 fuhr Bisolti noch eine Saison für das kolumbianische UCI Continental Team GW Shimano Sidermec, danach beendete er im Alter von 38 Jahren seine Karriere als Radrennfahrer.

## Erfolge
2006
- Gesamtwertung Giro della Valle d’Aosta

## Grand Tour-Platzierungen
| Grand Tour            | 2010 | 2011 | 2012 | 2013 | 2014 | 2015 | 2016 | 2017 | 2018 | 2019 | 2020 |
| --------------------- | ---- | ---- | ---- | ---- | ---- | ---- | ---- | ---- | ---- | ---- | ---- |
| Giro d’ItaliaGiro     | 74   | –    | –    | –    | –    | 49   | 81   | –    | –    | –    | 90   |
| Tour de FranceTour    | –    | –    | –    | –    | –    | –    | –    | –    | –    | –    | –    |
| Vuelta a EspañaVuelta | –    | –    | –    | –    | –    | –    | –    | –    | –    | –    | –    |